# ВК Спартак (София)
Волейболен клуб „Спартак“ е бивш спортен клуб в София.Пряк наследник на НФД„Раковски ФК“
Волейболната секция при ДФС Спартак София е основана към дружеството през 1947 година.
През периода 1947-1969 г. като самостоятелен клуб печели 3 шампионски титли на страната – за 1950, 1951 и 1967 г.
4 пъти е финалист през 1962, 1965, 1966 и 1968 година, както и 3 пъти е бронзов медалист през 1947, 1948 и 1949 година.
„Спартак“ и „Левски“ се обединяват под името „Левски Спартак“ на 22 януари 1969 г.
——Източници——
в-к Народен спорт-бр.444-17 януари 1949